# Некрасов, Геннадий Константинович
Геннадий Константинович Некра́сов  (1918 — 1987) — советский артист театра и кино. Заслуженный артист Белорусской ССР (1955).

## Биография
Родился 8 сентября 1918 года в Россоши (ныне Воронежская область). По окончании воронежской школы поступил в Ленинградский театральный институт на курс Б. В. Зона, который окончил в 1941 году. С началом Великой Отечественной войны добровольцем ушёл на фронт, служил в ВМФ . В 1943 — 1946 годах был артистом Театра Балтийского флота, а в 1947 — 1950 годах являлся актёром Театра СГВ в Польше. Член ВКП(б).
В 1950 году вошёл в труппу ГРДТ БССР имени М. Горького, где одной из самых значительных его ролей стал матрос Алексей в «Оптимистической трагедии».
В 1960 году переехал в Москву и стал актёром МАДТ имени Моссовета, где работал до ухода на заслуженный отдых в 1985 году.
В кино начал сниматься с начала 1960-х годов. 
Умер 5 августа 1987 года. Похоронен в Москве на Ваганьковском кладбище.

## Творчество

### Роли в театре
- «Орфей спускается в ад» Т. Уильямса — Вел
- 1963 — «Совесть» по Д. Г. Павловой — Мартьянов
- 1969 — «Петербургские сновидения» по Ф. М. Достоевскому — Пётр Петрович Лужин

### Фильмография
- 1960 — Человек не сдаётся — майор Назаров, диверсант; Первые испытания — земский пристав
- 1961 — Битва в пути — эпизод
- 1963 — Большие и маленькие — Николай Алексеевич Соколов; Фитиль (новелла «Дачурка») — Вася; 1963 — Большой фитиль — Вася, гость Ивана
- 1964 — Мне двадцать лет — Владимир Васильевич
- 1965 — Мы, русский народ — Ермолай тимофеев
- 1967 — Операция «Трест» — Николай михайлович Потапов
- 1968 — Штрихи к портрету В. И. Ленина — член Совнаркома
- 1969 — Развязка — Иван Александрович Токарев; У озера — пассажир поезда
- 1971 — В крепостной деревне
- 1972 — Шторм — Богомолов
- 1976 — Сибирь — Василий Шустов
- 1977 — Гонки без финиша — Павел Степанович; Семейная история — Иван
- 1980 — Дон Карлос — герцог Альба
- 1981 — Смерть Пазухина — Андрей Николаевич Лобастов

## Награды и звания
- заслуженный артист Белорусской ССР (1955)
- орден Отечественной войны II степени (6.4.1985)
- орден «Знак Почёта» (25.2.1955)
- медаль «За боевые заслуги» (12.11.1945)
- медаль «За оборону Ленинграда» (7.6.1943)
- медаль «За победу над Германией в Великой Отечественной войне 1941-1945 гг.» (28.2.1945).